# 胜间田善作

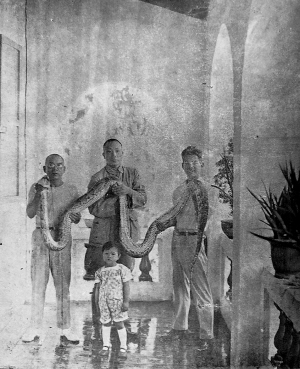
1933年，胜间田善作（左）、胜间田义久（右）与广东南区委员黄强（中）及其幼女在胜间田海口家中合影。

胜间田善作（1874年—1940年4月3日）日本静冈县人，日本商人。由于调查海南岛及在海南岛不断接待日本官方及民间人员，胜间田家族在日本颇具名声，一些日本文献将胜间田善作称作“海南岛之王”、“海南岛之主”。

## 生平
胜间田善作于1874年生于日本静冈县。1896年，22岁的胜间田善作被一位英国商人雇佣，赴海南岛采集动植物标本。此后，直到67岁在海口逝世，胜间田善作一生中大部分时间均在海南岛度过。胜间田善作家族的每个人，包括其妻子、3个孩子（长子胜间田晖睹、次子胜间田政胜、三子胜间田义久）、弟弟胜间田长马及妻子，均曾生活在海南岛。
1909年，不再受英国人雇佣的胜间田善作在海口开办了“健寿堂”药店（该药店是胜间田商行的主要部分），主要经办药品、杂货生意。他在得胜沙开设胜间田商行，并把家也安在这里。此后，胜间田商行经营范围不断扩大，在金江、嘉积设分店，在海南岛各县设有13个办事处，业务主要为将药材、棉布、毛线针织品等日本商品输入海南岛，同时将海南岛岛生产的天然蚕丝出口到日本。胜间田家族还在位于海口郊区的白沙乡君尧村西侧开设农场，在琼东县的乌场设水产收购站，在屯昌设天然丝制造厂。
1908年，胜间田善作雇用当地的中国人绘制海南岛全图，并交给一名日本人带回日本。胜间田善作曾考察了海南岛的许多地方，包括黎母山等偏僻之处。胜间田善作和儿子出版了《海南岛现势大观》、《日海语集成》、《最近的海南岛事情》、《海南岛最近事情》、《在海南岛的矿业》等书。1920年，胜间田善作将其在海南岛20多年实地考察测量的结果以及对当地人的访问资料带到日本，交给日本的有关研究人员。胜间田善作还携带海南岛地图到日本各个政府机关，呼吁日本政府重视海南岛。胜间田善作来往于日本和海南岛间先后达100多次。胜间田善作的调查资料受到日本方面的重视。
随父亲胜间田善作在海南岛居住了18年的胜间田义久一直参与对海南岛的调查，日本出版的《黎明的海南岛》一书称其为调查海南岛的“笃志家”。胜间田善作之次子胜间田政胜则在日本军舰上印制有关海南话的小册子，供日军登陆后使用。胜间田善作和儿子们的调查资料是日后日本人调查海南岛的基础。
胜间田家族还经常接待日本来客。在日军占领海南岛之前，几乎全部赴海南岛开展调查的日本人都和胜间田家族有来往。1917年，台湾总督府专卖局事务官池田幸甚赴海南考察，在海口会见胜间田善作，二人提出应赶在欧洲及美国之前“开发”海南岛。经过胜间田善作的介绍，池田幸甚会见了当时实际控制海南岛的龙裕光。
抗日战争爆发后，驻海南岛的国民革命军军人策划暗杀胜间田善作，当时的海口公安局曾派出6名警员保卫胜间田一家。后来，在黄强的保护之下，胜间田善作携全家于1938年离开海南岛，迁居台湾。海口的胜间田商行也被迫关闭。
在日军占领广州后，胜间田善作赴广州向日本方面介绍海南岛，直接推动了日本“开发海南岛”的计划。胜间田善作还同日本海军共同行动，于1939年2月10日随日本海军陆战队进入海口。胜间田善作的次子胜间田政胜1938年1月主动从军，并直接参与了日军占领海口的行动。三子胜间田义久参加了日军登陆澄迈湾的行动，后隶属日军特务机关。1939年《东京朝日新闻》报道，胜间田善作常对妻子称，海南岛终究有一日会成为日本国土，如看到太阳旗飘扬在海南岛上，他会高兴得流泪。
1939年2月10日，日军进入海口。次日，胜间田义久帮助日军召集海口市内200余名店主开会，此后正式成立了海口维持会。胜间田义久曾任该会的指导官，使不少在日军占领海南岛后关张的商店重新开业。其间，胜间田家族被迫离开海南岛后关闭的胜间田商行也恢复了营业，地址改设在海口博爱路（今博爱北路67号），是租用精华公司的三层楼房。该商行还和其他资本合作成立了“胜间田产业株式会社”，业务比之前发展得更大。胜间田家族的商业活动持续至日军结束在海南岛的统治，其资产最终被中国接收。
1940年4月3日，胜间田善作逝世。当天，日本皇室追授其勋五等瑞宝章。